# 베슬란 무드라노프
베슬란 자우디노비치 무드라노프(러시아어: Бесла́н Зауди́нович Мудра́нов, 카바르다어: Мудран Зэудин и къуэ Беслъэн, 1986년 7월 7일~)는 러시아의 유도, 삼보 선수이다. 2016년 하계 올림픽 남자 엑스트라라이트급에서 금메달을 획득했다. 카바르다인 혈통으로 2008년까지 삼보 선수로 활동하다가 유도로 전향했다. 올림픽 금메달 외에 세계 선수권 대회 1회 준우승, 2015년 유러피언 게임 금메달, 유럽 선수권 대회 2회 우승을 달성했다.